# Reliance-Majestic Studios
Reliance-Majestic Studios bylo jedno z prvních amerických filmových studií v Hollywoodu v Kalifornii, postavené kolem roku 1914 na 4516 Sunset Boulevard.
Během několika let se stalo domovem D. W. Griffitha a Mutual Film Corporation. Název studia byl změněn na Fine Arts Studios a někdy bylo označováno jako Griffith Studio nebo Griffith Artcraft Studio. Studio vzniklo jako partnerství mezi D. W. Griffithem a majitelem studia Majestic, Harrym Aitkenem.
Částečně nebo zcela zde byly natáčeny filmy jako Zrození národa (1915), Hearts of the World (1918) a Broken Blossoms (1919). Kulisy pro film Intolerance (1916) byly postaveny na druhé straně ulice, kde dnes stojí kino Vista Theatre.
V roce 1915 se studia Kay-Bee Pictures Thomase Ince, Keystone Studios Macka Sennetta a studio Reliance-Majestic D. W. Griffitha spojila a vytvořila Triangle Film Corporation, kterou vedli bratři Harry a Roy Aitkenovi.
V roce 1927 pozemek získala společnost Tiffany Pictures. Po jejím bankrotu v roce 1932 byly scény přejmenovány na Talisman Studios a sloužily jako pronajímatelné prostory pro různá studia, například pro Monogram Pictures.
Na místě (nyní s adresou 4520 Sunset Boulevard) se v současnosti nachází supermarket Vons.

## Filmy
- The Penitentes (1915)
- Old Heidelberg (1915)
- Jordan Is a Hard Road (1915)
- Double Trouble (1915)
- Fifty-Fifty (1916)
- Flirting with Fate (1916)
- Manhattan Madness (1916)
- Reggie Mixes In (1916)
- Stranded (1916)
- The Habit of Happiness (1916)
- Sunshine Dad (1916)
- The Missing Links (1916)
- The Devil's Needle (1916)
- A Sister of Six (1916)
- The Wood Nymph (1916)
- The Children of the Feud (1916)
- Betty of Greystone (1916)
- The Americano (1916)
- Diane of the Follies (1916)
- Gretchen the Greenhorn (1916)
- The Good Bad-Man (1916)
- The Old Folks at Home (1916)
- The Children Pay (1916)
- His Picture in the Papers (1916)
- American Aristocracy (1916)
- Pathways of Life (1916)
- The Little School Ma'am (1916)
- The House Built Upon Sand (1916)
- Her Official Fathers (1917)
- Hell-to-Pay Austin (1917)
- Jim Bludso (1917)
- Cheerful Givers (1917)
- A Daughter of the Poor (1917)
- Hands Up! (1917)
- Souls Triumphant (1917)
- The Bad Boy (1917)
- The Little Yank (1917)